# Henry Augustus Buchtel

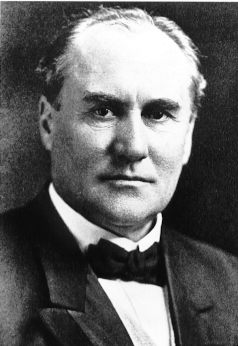
Henry Augustus Buchtel

Henry Augustus Buchtel  (* 30. September 1847 in Akron, Ohio; † 22. Oktober 1924 in Denver, Colorado) war ein US-amerikanischer Politiker (Republikanische Partei) und von 1907 bis 1909 der 16. Gouverneur des Bundesstaates Colorado.

## Frühe Jahre
Schon während seiner frühen Jahre zog Buchtel mit seinen Eltern nach South Bend in Indiana. Dort besuchte er bis 1872 die Indiana Asbury University, wo er Theologie studierte. Danach wurde er als Pfarrer der Methodistenkirche ordiniert. Nach seiner Heirat mit Mary Stevenson im Februar 1873 zog das frisch vermählte Paar nach Bulgarien, wo Buchtel als Missionar tätig wurde. Aufgrund des sich verschlechternden Gesundheitszustandes seiner Frau kehrte das Paar aber bereits im August 1873 in die Vereinigten Staaten zurück. In den folgenden Jahren war Buchtel in den Staaten Indiana, New York, Colorado und New Jersey als Pastor tätig.

## Politische Laufbahn in Colorado
Im Jahr 1900 wurde Buchtel Kanzler der University of Denver. Dieses Amt behielt er auch während und nach seiner Gouverneurszeit. Im Jahr 1906 wurde er zum Gouverneur dieses Staates gewählt, wobei er sich mit 46:37 Prozent der Stimmen gegen den Demokraten Alva Adams durchsetzte. Buchtel trat sein neues Amt am 8. Januar 1907 an. In seiner zweijährigen Amtszeit wurden eigene Jugendkammern bei den Gerichten des Landes eingeführt. Gleichzeitig wurden Sträflinge für den Straßenbau eingesetzt. Das Schulwesen wurde besser finanziert und Gesetze zur Kontrolle des Banken und des Versicherungswesens wurden erlassen. Auch der Verbraucherschutz wurde mit Hilfe eines Lebensmittelkontrollgesetzes gestärkt. Die gesetzliche Überprüfung der Zustände in den Schlachthöfen wurde verbessert. Damals wurde auch der Eisenbahnausschuss gegründet und eine staatliche Nervenheilanstalt erbaut. Als Buchtel am 12. Januar 1909 aus dem Amt schied, hinterließ er einen ausgeglichenen Staatshaushalt und einen Überschuss in der Landesbank.

## Weiterer Lebenslauf
Bis 1920 blieb Buchtel noch Kanzler der University of Denver. Dann musste er das Amt nach einem Schlaganfall aufgeben. Vier Jahre später starb er an den Folgen eines weiteren Schlaganfalles in Denver. Mit seiner Frau Mary hatte er vier Kinder.